# Chiesa di Santa Maria Assunta (Medea)
La chiesa di Santa Maria Assunta è la parrocchiale di Medea, in provincia ed arcidiocesi di Gorizia; fa parte del decanato di Cormons.

## Storia
La primitiva chiesa di Medea venne costruita nel XIII secolo. Il campanile fu eretto tra il 1550 ed il 1658 su progetto di Zaneto Donatis. La chiesa, dopo grandi restauri condotti nel Cinquecento, venne consacrata il 30 settembre 1685 dal vescovo di Trieste Giacomo Ferdinando Gorizzutti. Nel 1717 fu realizzato da Pasquale Lazzarini l'altar maggiore. 
Nel 1843 la parrocchiale, progettata dal capomastro Biagio Martinis, venne riedificata occupando anche l'area che, anticamente, era adibita a cimitero, nel 1862, fu realizzata la sacrestia su disegno di tale Vincenzo Saulig e nel 1864 venne realizzata la cantoria. Nel 1925 furono rifatti il pavimento e la facciata, sulla quale è posta dal 1928 la statua della Madonna. Alla fine del Novecento l'edificio subì dei lavori di restauro.

## Interno
Opere di grandissimo valore presenti all'interno di questa chiesa sono, oltre al già citato altar maggiore, le statue dei Santi Barnaba e Urbano, realizzate nel XVIII secolo dello scultore locale Paolino Zuliani, e l'organo, costruito nel 1864 da Pietro de Corte.